# 岸本卓
岸本卓（日语：／ Kishimoto Taku，1975年5月—），日本男編劇。出身於兵庫縣。暱稱。

## 來歷、人物
岸本卓出生於神戶市，小學1年級至4年級一直在香港的一所日本人學校度過。受《帝都物語》的影響，未來的夢想是成為風水師。他看的第一部電影是1985年的美國電影《七寶奇謀》。
他畢業於愛媛大學法文學院（主要為夜間課程），並在千葉大學研究所完成碩士課程。研究所畢業後，2002年4月開始在講談社打工，之後在《Cyzo》雜誌擔任編輯，撰寫了大量八卦文章。
在接受電影監製鈴木敏夫的意外採訪後，他於2005年2月加入了吉卜力工作室。作為鈴木的助手，他參與宣傳、策劃和開發。直到那時，他幾乎沒有看過任何動畫，對此不感興趣。他進公司後不到3個月，就和人結婚了。
當他被任命負責高勳的新電影時，鈴木給他的第一個工作就是擔任高畑勳的搭檔。他們讓岸本整天和他們在一起制定計劃，但他們甚至沒有和岸本談論企劃。然而有一天，高畑勳給了他一個任務，將小說中的一個場景改編成劇本，他透過模仿所見所聞來創作劇本，並首次獲得了好評，這激發了他對劇本的興趣。原本計劃定為《竹取物語》，但中途高畑勳想改變題材，幾經周折後又重新回到《竹取物語》，並於2008年8月退出了這個計劃。
後來，當他得知宮崎駿正在為《借物少女艾莉緹》的計劃尋找編劇時，他就申請了，並被要求試一試。在看過原著小說之後，他開始寫劇本，但在宮崎駿拒絕了他的劇本3個月之後，他收到了宮崎駿的訊息，說已經完成了腦子裡的故事，不再需要寫了。雖然他的申請沒有被接受，但他確信寫劇本是一次有趣的經歷，所以他決定成為一名編劇。隨後，他參加了編劇作家協會舉辦的劇本創作訓練講座，並於2009年11月在吉卜力工作4年半後離開公司，成為自由編劇。
他獨立後的第一份工作是2011年擔任《白兔玩偶》的劇本統籌兼編劇。在他一邊做兼職一邊照顧孩子的時候，他收到了當時就職於動畫製作公司Production I.G的製作人中武哲也的邀請。此後，他負責《排球少年!!》、《只有我不存在的城市》、《JOKER GAME》、《91Days》的劇本統籌兼編劇。
2016年12月10日，他撰寫劇本的首部長篇動畫電影《怪物彈珠 劇場版 前往始源之地》上映。

## 參加作品
粗體字表示劇本統籌作品。

### 電視動畫
2011年
- 白兔玩偶（編劇）

2013年
- 雖然是玻璃假面Z（編劇）
- 銀之匙 Silver Spoon（編劇）

2014年
- 銀之匙 Silver Spoon (第2期)（編劇）
- 排球少年!!（編劇）

2015年
- 銀魂゜（—2016年，編劇）
- 排球少年!! Second Season（—2016年，編劇）

2016年
- 只有我不存在的城市（編劇）
- 疾走王子（編劇）
- JOKER GAME（編劇）
- 魔奇少年 辛巴達的冒險（編劇）
- 91Days（編劇）
- 排球少年!! 烏野高中 VS 白鳥澤學園高中（編劇）

2017年
- 銀魂.（編劇）

2018年
- 輕羽飛揚（編劇）

2019年
- 魔法水果籃 1st season（編劇）
- 歌舞伎町夏洛克（—2020年，編劇）

2020年
- 排球少年!! TO THE TOP
- 啄木鳥偵探所
- 富豪刑事 Balance:UNLIMITED（編劇）
- 魔法水果籃 2nd season（編劇）
- 憂國的莫里亞蒂〈第2季〉（編劇）

2021年
- 不要欺負我，長瀞同學（編劇）
- 魔法水果籃 The Final（編劇）
- 國王排名（—2022年，編劇）

2022年
- BLUE LOCK 藍色監獄（編劇）

2023年
- 不要欺負我，長瀞同學 2nd Attack
- 國王排名 勇氣的寶箱（編劇）

2024年
- Bucchigiri?!（日语：ぶっちぎり?!）（原作、編劇[10]）
- （編劇[11][12]）
- BLUE LOCK 藍色監獄 (第2期)（編劇[13]）

2025年
- cocoon 繭 ～來自某個夏天的少女們～（編劇[14][15]）
- SAKAMOTO DAYS 坂本日常（編劇）

### 電影動畫
2005年
- 地海傳說（製作人助手）

2013年
- HAL（文藝協力）

2015年
- 屍者的帝國（特別感謝）

2016年
- 怪物彈珠 劇場版 前往始源之地（日语：モンスターストライク THE MOVIE はじまりの場所へ）（編劇）

2017年
- 劇場版 刀劍神域ト：序列爭戰（特別感謝）

2022年
- 鹿王 尤娜與約定之旅（編劇[16]）

2024年
- 劇場版 BLUE LOCK 藍色監獄 -EPISODE 凪-（構成、編劇[17]）

2026年
- 新劇場版 銀魂 -吉原大炎上-（編劇[18]）

### OVA
2014年
- 魔奇少年 辛巴達的冒險（—2015年，編劇）

2015年
- 排球少年!! 列夫駕到！（編劇）

2016年
- JOKER GAME「黑貓約魯的冒險」（編劇）
- 排球少年!! Second Season VS"不及格"（編劇）

2017年
- 排球少年!! 烏野高中 VS 白鳥澤學園高中 特集！賭在春高上的青春（編劇）

2020年
- 排球少年!! 陸 VS 空[19]

2022年
- 魔法水果籃 -prelude-（編劇[20]）

### 網路動畫
2018年
- 西武鐵道原創動畫『小滿救援隊（日语：ちちぶでぶちち）』（編劇）

2020年
- 薄明之翼（劇本監修）

2021年
- 鎮西八郎為朝（日语：鎮西八郎為朝 (アニメ)）（編劇）

2022年
- 釋雪二藍（編劇）

2023年
- BURN THE WITCH #0.8（編劇[21]）

2024年
- 詐騙之王 GREAT PRETENDER razbliuto[22]
- Enter The Garden

時期未定
- THE ONE PIECE（編劇）

## 腳註

## 相關項目
- 日本動畫師列表（日语：アニメ関係者一覧）
- 日本編劇列表（日语：脚本家一覧）

## 外部連結
- 岸本卓的X（前Twitter） （日語）